# Acutotyphlops subocularis
Acutotyphlops subocularis — вид змій родини сліпунів (Typhlopidae). Ендемік Папуа Нової Гвінеї.

## Поширення і екологія
Acutotyphlops subocularis мешкають на островах Нова Британія, Нова Ірландія, Умбой і Дьюк-оф-Йорк в архіпелазі Бісмарка. Вони живуть у вологих тропічних лісах, на висоті від 25 до 1067 м над рівнем моря.